# Пролетарский сельсовет (Пензенская область)
Пролетарский сельсовет — сельское поселение в Земетчинском районе Пензенской области Российской Федерации.
Административный центр — посёлок Пролетарский.

## История
Статус и границы сельского поселения установлены Законом Пензенской области от 2 ноября 2004 года № 690-ЗПО «О границах муниципальных образований Пензенской области».
15 сентября 2010 года Законом Пензенской области № 1946-ЗПО в состав сельсовета включены населённые пункты упразднённого Рянзенского сельсовета. 

## Население
| 2002  | 2010  | 2012  | 2013  | 2014  | 2015  | 2016  |
| ----- | ----- | ----- | ----- | ----- | ----- | ----- |
| 1830  | ↘1616 | ↗2000 | ↘1933 | ↘1865 | ↘1799 | ↘1756 |
| 2017  | 2018  | 2021  |       |       |       |       |
| ↘1729 | ↘1671 | ↘1624 |       |       |       |       |

## Состав сельского поселения
| №  | Населённый пункт | Тип населённого пункта          | Население |
| -- | ---------------- | ------------------------------- | --------- |
| 1  | Дубрава          | посёлок                         | 0         |
| 2  | Ждановка         | деревня                         | 19        |
| 3  | Красная Звезда   | посёлок                         | 4         |
| 4  | Красное Знамя    | посёлок                         | 13        |
| 5  | Крутец           | село                            | ↘21       |
| 6  | Лебедянка        | деревня                         | 91        |
| 7  | Лесное           | село                            | ↘15       |
| 8  | Ниловка          | деревня                         | 15        |
| 9  | Новоалексеевский | посёлок                         | 12        |
| 10 | Пешая            | деревня                         | 49        |
| 11 | Пролетарский     | посёлок, административный центр | ↘1205     |
| 12 | Рянза            | село                            | ↘378      |
| 13 | Старополянское   | село                            | ↘242      |